# Periclimenes platyrhynchus
Periclimenes platyrhynchus är en kräftdjursart som beskrevs av Bruce 1991. Periclimenes platyrhynchus ingår i släktet Periclimenes och familjen Palaemonidae. Inga underarter finns listade i Catalogue of Life.